# Ibanez
Ibanez (яп. アイバニーズ Aibanīzu) — гитарный бренд, которым владеет компания Hoshino Gakki, расположенная в городе Нагоя (Япония).

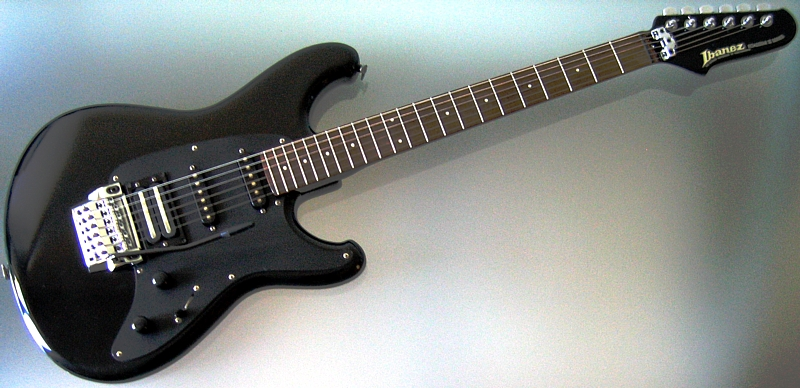
Гитара Ibanez

Hoshino Gakki стала одной из первых японских компаний, производящих музыкальные инструменты, сумевшей добиться успеха в Соединенных Штатах и Европе. Позже и другие японские производители гитар вышли на рынок (например, ESP).
Хотя производство Ibanez началось в Японии с 1957 года компанией Hoshino Gakki, название «Ibanez» появилось уже в 1929 году, когда компания наладила импорт акустических гитар «Salvador Ibáñez» из Испании в Японию. Hoshino Gakki владеет брендами «Ibanez» (гитары) и «Tama» (барабаны).
Изначально фамилия мастера, в честь которого названа фирма, звучит как «Иба́ньес», однако со временем название претерпело «англофикацию» из-за возросшей популярности в США и стало звучать как «А́йбэниз».

## История
Компания Hoshino Gakki появилась в 1908 году как подразделение по продаже музыкальных инструментов в компании Hoshino Shoten, занимающейся продажей книг.
В 1935 году она начала производить собственные струнные инструменты. Компания имела незначительное присутствие на Западе вплоть до середины 1960-х годов.
Начиналось всё с импорта испанских гитар от испанского мастера Сальвадора Ибаньеса (исп. Salvador Ibáñez, 1854—1920). Когда испанская мастерская была уничтожена во время гражданской войны (1936—1939) и оригинальные гитары стали недоступны (однако пользовались высоким спросом из-за своего высокого качества), компания выкупила права на торговую марку «Ibanez» и начала выпускать акустические гитары самостоятельно, сначала как «Ibanez Salvador», а позже как «Ibanez».
История электрогитар Ibanez началась в 1957 году. Каталоги конца 1950-х и 1960-х годов содержали гитары необычной формы. Hoshino Gakki использовала гитарную фабрику Teisco для выпуска гитар Ibanez после того, как прекратила выпуск собственных гитар в 1966 году. После закрытия фабрики Teisco в 1970 году Hoshino Gakki использовала фабрику FujiGen Gakki для производства большинства гитар Ibanez, также изменился металлический логотип Ibanez на голове гитары на более современный, наносимый методом декалькомании.